# ورنا فیلدز
ورنا فیلدز (به انگلیسی: Verna Fields (née Hellman) (زاده ۲۱ مارس ۱۹۱۸ - درگذشته ۳۰ نوامبر ۱۹۸۲) تدوین‌گر آمریکایی بود.

## زندگی‌نامه
ورنا فیلدز در ۲۱ مارس ۱۹۱۸ در سنت لوئیس، میزوری متولد شد. او دختر یک فیلم‌نامه‌نویس و روزنامه دار به نام سام هملن بود.
پس از دریافت لیسانس روزنامه‌نگاری از دانشگاه کالیفرنیای جنوبی، به عنوان مصحح در کمپانی فوکس قرن بیستم کار گرفت. سپس در سال ۱۹۴۴ دستیار تدوینگر صدای فیلمی از فریتس لانگ «زنی در پنجره» شد. در جریان تهیه این فیلم وی با همسر آیندهٔ خود، سام فیلدز که تدوین‌کننده فیلم بود آشنا شد. پس از چهار سال کار، شغلش را برای تشکیل خانواده رها کرد. پس از همسرش در سال ۱۹۵۴ مجدداً به کار بازگشت. او سال‌های بسیاری را با تدوین صدای سریال‌های تلویزیونی و نیز فیلم جایزه تدوینگران سینمای آمریکا را گرفت). بالکن، و هم چنین اولین فیلم پیتر باگدانوویچ در مقام کارگردان به نام هدف‌ها پشت سر گذاشت. باگدانوویچ در سال ۱۹۷۲ با فیلم تازه چه خبر دکتر جون؟ وی را ترغیب کرد تا بر روی فیلم‌های سینمایی کار کند. این فیلم مانند بعدیش دیوار نوشته‌های آمریکایی (که او را نامزد دریافت جایزه اسکار کرد) یک موفقیت بزرگ تجاری برای او بود. او فیلم شوگرلند اکسپرس (در ایران: تعقیب در شاهراه) ساخته استیون اسپیلبرگ را نیز تدوین کرد و وی جایزه اسکار بهترین تدوین را برای فیلم آرواره‌ها گرفت و به پاس قدردانی از او برای فیلم مذکور، کمپانی یونیورسال به او پست مشاور اجرایی کمپانی را محول کرد و در سال ۱۹۷۶ نائب رئیس قسمت تولید آن کمپانی شد و مدتی بعد به او مسئولیت بیشتری واگذار کردند و روابط بین فیلمسازان و قسمت پخش فیلم شد. در نتیجه می‌توان گفت طی مدت هفت سال خدمتش در کمپانی یونیورسال به عنوان یکی از مؤثرترین و مهم‌ترین زنان هالیوود مورد احترام بود. فیلدز معتقد بود که تدوین یعنی اصلاح، درست و منظم کردن و میزان کردن فیلم است.
ورنا فیلدز مادر برش فیلم لقب گرفت. وی در سال ۱۹۸۲ درگذشت.

## فیلم‌شناسی
- زنی در ویترین
- هنگامی که شهر در خواب است
- السید
- یک چهره در باران
- اتوبوس
- پسر روستایی
- زمان مرگ
- جستجو برای یافتن شیطان شمارهٔ یک
- هدف‌ها
- اسب‌های مسابقه‌ای وحشی
- رسانه‌ها احساس ندارند
- روز خوبی است
- دیگه چه خبر دکتر؟
- دیوار نوشته‌های آمریکایی
- ماه کاغذی
- دیزی میلر
- شوگرلند اکسپرس
- آرواره‌ها